# Das Fräulein (1967)
Das Fräulein ist ein deutscher Fernsehfilm von 1967. In der Produktion von Radio Bremen wird der Alltag einer jungen Lehrerin aus der Stadt bei ihrer ersten Position in einer Dorfschule geschildert.

## Handlung
Ihre erste Anstellung führt die junge Lehrerin Inge Meinert aus der Stadt in ein abgelegenes Dorf. Anfangs noch voller Idealismus und Ehrgeiz merkt sie schnell, dass jede Art von Neuerungen von der Dorfbevölkerung nicht gern gesehen sind. Besondere Ablehnung erfährt sie dabei von dem alteingesessenen Lehrer Hofmann.

## Hintergrund
Die Filmaufnahmen fanden 1966 hauptsächliche in der kleinen Ortschaft Westervesede statt. Die dortige Dorfschule diente als Kulisse und vor allem Schulkinder durften als Statisten im Film mitwirken.

## Kritik
„In seinem Fernsehspiel stellte Dieter Waldmann ein aktuelles Problem in das Schema der üblichen Dorffiguren. Alle bekannten Typen wurden bemüht. Eine junge Lehrerin aus der Stadt steht dieser Welt mit ihren fest umrissenen Meinungen und Vorurteilen gegenüber, eigenwillig auch sie. Antje Hagen spielte dieses Mädchen, behutsam und bewusst zugleich. Ihre Anmut und ihre Natürlichkeit hoben sich vorteilhaft von den leicht karikierten Dorfbewohnern ab. Regisseur Hans Bachmann erlag stellenweise der Gefahr des Überzeichnens. Er typisierte, statt zu lösen. Das vergröberte die Atmosphäre. Die oft formelhafte Kürze des Textes schwoll zu unerfreulicher Länge an.“ Hörzu 5/1967

## Ausstrahlungen
Die Erstsendung erfolgte in der ARD am Donnerstag, 12. Januar 1967 um 20.15 Uhr
Wiederholungen gab es am 4. April 1968 (ARD), am 28. April 1978 (BR3) und am 29. Dezember 1987 (1plus).